# Vireo olivaceus
El vireo ojirrojo (en Costa Rica, Honduras, México y Nicaragua) (Vireo olivaceus), también denominado verderón ojirrojo (en Colombia), vireo de ojo rojo (en Cuba y República Dominicana) o vireo ojo rojo (en México), es una especie de ave paseriforme de la familia Vireonidae perteneciente al numeroso género Vireo. Se reproduce en América del Norte y migra hacia América del Sur en los inviernos boreales, a través de América Central y Caribe, donde es registrada como pasajera. Se parece a las reinitas pero no está relacionada con los parúlidos del Nuevo Mundo (Parulidae). Esta especie, común en su hábitat, no se considera amenazada por el IUCN.

## Distribución y hábitat
Esta especie anida en Canadá ((excepto noroeste y norte) y en el noroeste, centro y este de Estados Unidos y migra hacia el norte y centro de Sudamérica y Cuba. Aparte de los países mencionados, se registra su presencia en Antigua y Barbuda; Aruba; Bahamas; Barbados; Belice; Bermuda; Brasil; Islas Cayman; Colombia; Costa Rica; Dominica; Ecuador; El Salvador; Guatemala; Guayana francesa; Guyana; Haití; Honduras; Martinica; México; Montserrat; Nicaragua; Panamá; Perú; Puerto Rico; San Cristóbal y Nieves; Santa Lucía; Saint Pierre y Miquelon; San Vicente y las Granadinas; Surinam; Trinidad y Tobago; Turks y Caicos; Venezuela e Islas Vírgenes Británicas.  Este vireo es uno de los paseriformes divagantes más comunes, habiendo sido registrado en República Dominicana, Guadeloupe; Jamaica, Islas Vírgenes de los Estados Unidos y hasta en Groenlandia, Islandia, Irlanda, Gran Bretaña, Países Bajos, Polonia, Malta y Marruecos. En el norte de Ohio, parece regresar para reproducirse aproximadamente para la misma época que hace un siglo; sorprendentemente, parece abandonar la zona en invierno una o dos semanas antes en el presente que en el pasado.
Se reproduce en bosques templados y es ampliamente diseminado y a menudo común en una variedad de hábitats boscosos, principalmente abajo de los 1500 m s. n. m. de altitud; más alto durante la migración.

## Descripción
Mide 14,5 cm de longitud. Los vireos ojirrojos adultos son mayormente de color verde oliva en la parte superior con ancas blancas; tienen un iris rojo y una cresta gris con punta negra. Poseen una línea negra en los ojos y una línea blanca ancha justo por encima de la negra. Tienen patas gruesas de color azul grisáceo y pico oscuro. 
Esta ave, no siempre vista, puede cantar por largos períodos de tiempo; parece repetir siempre la misma llamada y la misma respuesta. Alberga el récord de más canciones entonadas en un solo día entre las diversas especies de aves. 

## Ecología

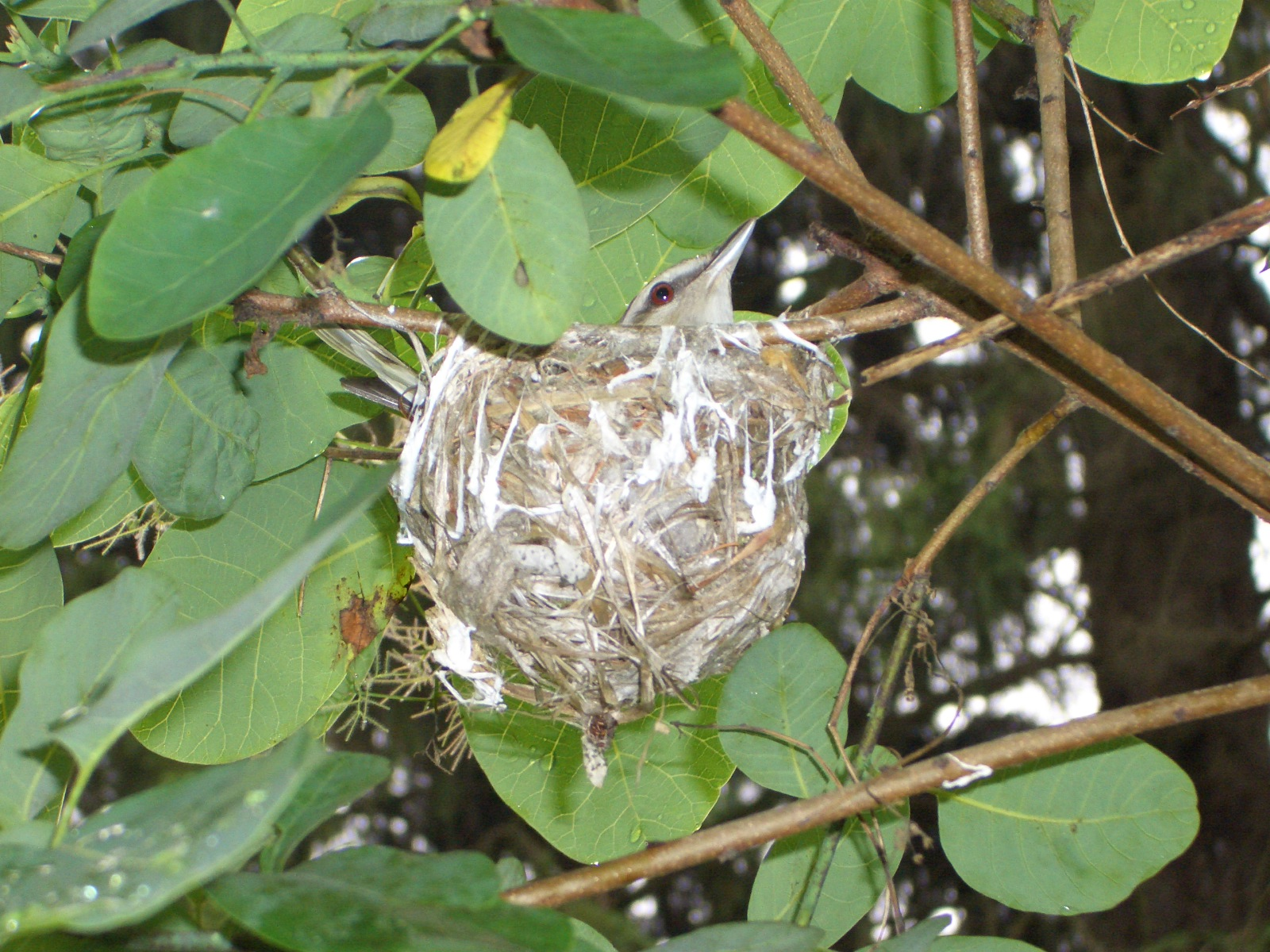
Vireo ojirrojo en su nido, en Pensilvania.

Se alimentan de insectos que obtiene entre los árboles, en especial las orugas y los áfidos. También comen frutos rojos, en especial antes de la migración, y en su hábitat de invierno, en donde los árboles dan frutos tales como la mora blanca y el palo mulato, pueden incluso ser atraídos hacia parques y jardines.
El nido presenta forma de una taza y lo fabrican entre las ramas de los árboles. Esta ave sufre de parasitismo por el tordo cabeza café Molothrus ater al norte de su hábitat, y por el tordo renegrido Molothrus bonariensis al sur. También son propensos a sufrir infecciones causadas por tripanosomas.

## Sistemática

### Descripción original
La especie V. olivaceus fue descrita por primera vez por el naturalista sueco Carlos Linneo en 1766 bajo el nombre científico Muscicapa olivacea; la localidad tipo «Norteamérica = Carolina del Sur, Estados Unidos.»

### Etimología
El nombre genérico masculino «Vireo» deriva del latín «vireo, vireonis»: pequeño pájaro verde migratorio, tal vez la hembra de oropéndola europea (Oriolus oriolus), pero también identificado con el verderón común (Chloris chloris), y el nombre de la especie «olivaceus» del latín moderno y significa ‘de color verde oliva’.

### Taxonomía
Los grupos: Vireo olivaceus chivi/diversus, migratorio dentro de América del Sur en los inviernos australes y V. olivaceus (grupo agilis), residente, anteriormente tratados como subespecies de la presente, son actualmente considerados como la especie separada Vireo chivi por diversos autores y clasificaciones, como el Congreso Ornitológico Internacional (IOC), Clements Checklist/eBird y el Comité Brasileño de Registros Ornitológicos (CBRO)
Los estudios de Slager et al. (2014) y Battey & Klicka (2017) sugieren que el ampliamente definido complejo vireo ojo rojo V. olivaceus podría ser polifilético, con V. olivaceus distante de V. chivi, y esta última más próxima de los caribeños Vireo altiloquus y V. magister, por lo tanto, tratarse de más de una especie. El Comité de Clasificación de Sudamérica (SACC) aprobó la separación en dos especies en la Propuesta N° 907.
Estos grupos de subespecies neotropicales, aparentemente divergieron de la nominal V. olivaceus solamente 370 000 años atrás (mientras Vireo flavoviridis y la nominal divergieron entre 4-6 millones de años atrás); la hipótesis es que el “grupo chivi” de subespecies surgió de individuos migrantes invernales desde América del Norte que fallaron en regresar al norte en la primavera, y en una situación donde la migración es ampliamente desnecesaria, la consecuente mezcla de genes de diferentes poblaciones es reducida, por lo tanto favoreciendo una mayor subespeciación de las poblaciones neotropicales. Se requieren más estudios de algunas subespecies residentes sudamericanas, que parecen tener vocalizaciones diferentes, antes de que la materia pueda ser resuelta.
En el pasado, se consideraba a Vireo flavoviridis y a Vireo gracilirostris como conespecíficas con la presente, pero los estudios bioquímicos y las diferencias morfológicas y vocales indican fuertemente que son especies distintas.

### Subespecies
Como resultado de la separación de las numerosas subespecies sudamericanas, la presente especie quedó monotípica.